# 全日本歌唱力選手権 歌唱王
『全日本歌唱力選手権 歌唱王』（ぜんにっぽんかしょうりょくせんしゅけん かしょうおう）は、日本テレビ系列で2013年から放送されている特別番組（視聴者参加型音楽番組）。

## 概要
日本テレビ開局60年記念プロジェクトの一環としてスタート。歌唱力に自信がある出場者がカラオケで熱唱し、優勝を目指す。
日本テレビ系列で予選が行なわれ、本戦（準決勝、決勝）がテレビ放送される。
準決勝は事前収録されたものが放送され、決勝は歌唱部分と審査員による審査は事前収録、視聴者による審査を含めた結果発表の部分は生放送される。
優勝者には賞金200万円と副賞が贈呈される。推薦者にも100万円が贈られる。
2016年度までと2018年度以降は12月の放送、2017年度のみ1月（2018年1月）の放送。
2018年1月3日の第5回では本戦、準決勝、決勝という呼称が決勝大会、決勝ファーストラウンド、最終決戦にそれぞれ変更された。またこの回については生放送されず、全編事前収録となり、視聴者による審査は事前に公式ページに公開された出場者の『ふるさと』の歌唱動画での審査となった。

## 出演者
MC
- 南原清隆（ウッチャンナンチャン）

応援大使
- DJ松永（Creepy Nuts・第9回）
- 八木莉可子（第11回）

進行
- 森圭介（日本テレビアナウンサー・第9回から）
- 岩田絵里奈（日本テレビアナウンサー・第10回から）

過去の出演者
- 内村光良（ウッチャンナンチャン・第6回まで）
- 桝太一（日本テレビアナウンサー）
- 鈴江奈々（日本テレビアナウンサー・第2回から第6回まで）
- 西野七瀬（第7回・第8回）
- 石川みなみ（日本テレビアナウンサー・第9回）

## 放送日時
| 回数 | 放送日時                     | 本戦出場者                      | 本戦出場者 | 本戦出場者 |
| 回数 | 放送日時                     | 優勝者                          | 他の決勝進出者 | 他の準決勝進出者 |
| ---- | ---------------------------- | ------------------------------- | --- | --- |
| 1    | 2013年12月9日 19:00 - 21:54  | アルメリノ・アナリン （徳島県） | 平野泰成、奈良藤博、長尾匡祐、 坂本理沙、菅原桃香、 道井姫伽、倉田枝利稼                                                                   | 鈴木健次、門松由樹、小豆澤英輝、 雪田大輔、畑すみれ、矢田吉郎、 葛籠貫理紗、大場唯、田中リカ                                                                                       |
| 2    | 2014年12月8日 19:00 - 22:54  | 小豆澤英輝 （島根県）           | 荒金理香、藤井舞乃空、小林友里花、 岡野正哉、川瀬桂、松崎莉沙、 橋本峻、本間愛音、末吉実鈴                                                 | 渡邉依梨衣、江藤香織、田淵真英、 デニス・マラシガン・タンカンコ、奥野哲朗、 長尾匡祐、平野泰成、山本のりこ、小安ケビン敬亮、 平山善嗣、佐々木陽吾、河野絵里、 熊田このは、宇津雄一 |
| 3    | 2015年12月7日 19:00 - 22:54  | 坪田俊一 （鹿児島県）           | 江上智見、内野順也、山本均、 松田永壽、木下晴香、堀江誠、 宇都直樹、山田裕二、八田保乃香、 伊舎堂さくら、小豆澤英輝                        | 扇浦遥雅、馳平恵大、鈴木裕美子、 内田愛梨、馬健、長尾利宏、 菅原桃香、堀江誠、岡野正哉                                                                                             |
| 4    | 2016年12月12日 19:00 - 22:54 | 西村実莉 （東京都）             | 橘和徳、津田碧海、坪田俊一、 佐々木唯菜、平内真矢、絹井愛佳、 山口まりの、葛籠貫理紗、一條貫太、 海藏亮太、堀岡大雅                        | 北村來嶺彩、新村直子、吉野恭平、 山本けい、加藤将弘、鳥居れな、 宇佐美潤、石川真帆                                                                                                 |
| 5    | 2017年1月3日 18:30 - 22:54   | 宇都直樹 （大阪府）             | 梅谷心愛、久保田勢樹、草ケ谷遥海、 大島征聡、清水美依紗、田中惇平、 平内真矢、中井彩花、安大智、 堀岡大雅、長谷川雅洋、 藤元脩平、鈴木元気 | 佐藤絢音、木のひこ、上野友梨奈、 村山一也、伊舎堂さくら、 氏原由勝、森下紗名 |
| 6    | 2018年12月27日 19:00 - 22:54 | 坪田俊一 （鹿児島県）           | 益田勝志、中井彩花、佐藤菜々美、 三浦日向子、宇都直樹、田中なずな、 鈴木元気、津田碧海、橋本峻、 寺川佐希、黒川桃花                        | 堀岡大雅、葛籠貫理紗、望月千晶、 是枝匠、山崎智久、秋野紗良、 中村正美、奈良藤博                                                                                                   |
| 7    | 2019年12月26日 19:00 - 20:54 | 駒津柚希 （北海道）             | 北本莉斗、中尾京悟、 伊舎堂さくら、小豆澤英輝                                                                                              | 島太星、西凜華、柴田千佳、 假屋絵莉菜、大倉光琉 |
| 8    | 2020年12月10日 19:00 - 20:54 | 西凜華 （石川県）               | 絹井愛佳、隠岐晋作、 樋渡梨奈、渡辺晴香 | 倉ヶ市愛、花上惇、小口拓利、 小宮山英樹、大倉光琉 |
| 9    | 2021年12月23日 19:00 - 20:54 | 下尾礼子 （滋賀県）             | 中井亮、加藤熙章、川嵜心蘭、 平田美貴、島津心美                                                                                            | 田中なずな、中原雅史、田中惇平、 植城微香、東亜樹、平井光司、 山本恵美、榊原裕進、南出大史、 藤崎伊織、橋本梨々果、 竹本椎捺、倉舘麻美                                             |
| 10   | 2022年12月22日 19:00 - 20:54 | 柴田千佳 （富山県）             | 桑原俊樹、イチャ・ザハラ、長谷川雅洋、 前田由起子、長澤秀平、熊本エミ                                                                      | 中野みやび、山崎貴記、宮崎裕哉、 熊之細陽葵、竹野留里、大島征聡、 島津心美、前田由起子、大倉光琉                                                                                   |
| 11   | 2023年12月21日 19:00 - 21:00 | 熊本エミ （京都府）             | 竹久花音、川嵜心蘭、佐々木英美莉、 秋山紗希、竹下夏希、隠岐晋作、                                                                          | 佐々木陸、湯浅かなえ、中馬美貝、 平田淑倫、谷口香寿美、大竹玄十、 ブラウネル月翔、冨田響葵                                                                                         |
| 11   | 2024年12月19日 19:00 - 21:00 | 鈴木詩織                        | 加藤大悟、川合結人、中野みやび、 アルテタ・ジョナタン、黒川桃花、堀田晃平、 長谷川雅洋                                                     | miai、内田由梨奈、伊藤剛、 松崎莉沙、中野茉緒、アンダーソン伝未、 Aibry |

## スタッフ
第12回時点
- 企画・演出：五歩一勇治
- ナレーター：あおい洋一郎
- 構成：加藤淳一郎
- TM：大越克人（第12回）
- SW：安藤康一
- CAM：福田伸一郎（第4回-）
- MIX：寺田恭子（第9回-）
- VE（第5回-）：鈴木昭博（第4,6回-、第5回はTD）
- 照明：小笠原雅登（第2回-）
- モニター：太田和明（第1-3,5,7,9,10,12回、インターナショナルクリエイティブ）
- PA（第5回-）：森優子（第6,7,12回、東京音研）
- 編集：今田隆之（第5回からはエスユー、第4回まではザ・チューブ）
- MA：鳥居拓也（第7回-、IMAGICA.Lab.、第6回まではDREAM SPACE）
- タイトル（第10回-）：小倉ヨシヒロ（OGOOD、第10回-、第1-7,9回はCG）
- 作画：輪派絵師団（第1-5,10回-）
- 美術プロデューサー：葛西剛太（第11回-）
- デザイン：波多野真理（第3回-）、佐藤裕乃（第11回-）
- 大道具：矢口幸二（第2,3,7回-）
- 電飾：福地里花（第12回）
- 小道具：米山幸市（第12回）
- 特効：安齋杜緒子（第12回）
- メイク：奥松かつら（第10回-）
- TK：坂本幸子
- 音効：岡田淳一、山瀬絵理奈（山瀬→第11回-）
- ネットワーク：八田元彦（第11回-）
- 音楽プロデューサー（第6回-）：鈴木豪（第6回-、第3,4回は音源制作）
- ステージング（第9回-）：akari Kamayachi（第9回-）、柴田千佳（第12回）
- CG：坂口剛謙（第12回、第8回は剛健名義）、柳麗、三浦祐樹、鈴鹿聖之介、里吉佑太、清水莉子（共に第12回）
- デスク：近藤由衣（第6-10,12回）、当田駒子（第12回）
- 技術協力：NiTRO、日放、ヌーベルバーグ（日放以降→第5回-）、東京音研映像（東京→第7回-）、EAT（第10回-）
- 美術協力：共立ライティング（第7,8回は技術協力）、日テレアート
- 協力ネットワーク局（第6回-）：青森放送、秋田放送、山形放送、福島中央テレビ、山梨放送、テレビ金沢、福井放送、日本海テレビ、四国放送、西日本放送、長崎国際テレビ（秋田・山形・金沢→第6回-、山梨→第6,12回、福井→第6,7,10,12回、日本海→第6,7,9回-、長崎→第6,7,10回-、西日本→第6,7,11回-、福島→第7回-、四国→第10,12回、青森→第11回-）
- 音源協力：第一興商
- 運営協力：光岡裕子、山崎李奈（第7回-）[全員→アガサス]
- ブレーン（第9回-）：石原健次（第9回-）
- FM（第2回-）：川名良和（第2-8,10回-）、長谷川栄治（第12回、第3-5回はFA、第6-8,10,11回はFD）
- FD（第1,6回-）：中西一浩（第6回-、第4,5回はFA）、内藤美侑（第12回）
- スタジオ演出（第9回-）：錦織信彦（第9回-）、藤村潤（第11回-、第10回までディレクター）
- 演出（第11回-）：小谷信公（第11回-、第9,10回はディレクター）、及部弘右平（第12回、第7,8回はAD、第9-11回はディレクター）
- ディレクター：吉濱明秀、池田久仁（池田→第7-10,12回、第6回はAD、第11回は演出）、戸塚謹嗣、益子さおり（益子→第1,2,4回-）、山中伸二（第3回-）、大山藍（第9回-）、新垣博章（第9回-）、橋本杏樹（第9回-）/ 山口朝子（第11回-）、吉田知世（第10,12回）、馬越佳美（第12回）、吉田智洋（第12回）、今西健太（第12回）、井指ひかる（第12回）、風間頼弥（第12回）、西村璃南（第12回）、池田友香（第12回）、髙橋七音（第11回-）
- プロデューサー：貝山京子、富永結貴、山田大樹、草場千恵、吉田雄太郎、金誠貴、大野眞奈美、影山龍太、中尾有紀、武田佳子（草場・大野→第6回-、山田・影山・中尾→第9回-、中尾→第8回はAP、山田→第1-3,6-8回はディレクター、貝山・金→第10回-、金→第3,4回はAD、第5-8回はディレクター、富永・吉田・武田→第12回、吉田→第9-11回はディレクター、武田→第6,7回はデスク）
- 統轄プロデューサー（第10回-）：三觜雅人（第10回-、第9回はプロデューサー）
- チーフプロデューサー：新井秀和（第11回-）
- 制作協力：AXON
- 製作著作：日本テレビ

### 過去のスタッフ
- 構成：藤井靖大（第5回まで）
- TM：江村多加司（第3回まで）、小椋敏宏（第4回）、望月達史（第5-10回、第3回まではCAM）、川合亮（第11回）
- TD：田口徹、三山隆浩（2人共→第1回）、吉﨑慶（第6回）
- SW：荻野高康（第4,6回）
- CAM：高野信彦（第4回）
- MIX：今野健（第8回まで）
- CR（第7回）：石井涼太郎（第7回、イエローフラッグ）
- クレーン（第5回-）：寺田雅之（第5回、イエローフラッグ）、牧田いずみ（第6回、イエローフラッグ）
- スパイダーカム（第5回）：米窪康成（イメージスタジオ109）
- 照明：高橋明宏（第1回）、菅原佑介（第4回）、掛橋司（第5,6回）、大野精一（第6回）
- MIX：原秀彰（第1,5回）、榊原大輔（第2回）、山田値久（第3回）、滝健太郎（第6回）
- VE：鈴木雄仁（第1回）、矢田部昭（第2回）、久野崇文（第3回）、明庭保昭（第5回）
- PA（第5回-）：十河順一、石金慎太朗（2人共→第5回、東京音研）、高野綾子（第6回、東京音研）、藤原靖久（第8-11回、第2回はMIX）
- モニター：鎌田健太郎（第4-6,8回、インターナショナルクリエイティブ）、大内清史（第11回、インターナショナルクリエイティブ）
- 編集：木村有宏（第4-6回、エスユー）
- 音効：高村幸一（第4-8回）、古川市郎（第9,10回）
- TK：田中彩（過去も担当）
- CG：中村桂子、狩野博貴（共に第8,9回）、日野裕介（第8,10回）、林芳樹（第10回）、園田悠之佑、桾澤勇、岸楓馬（共に第10,11回）
- ECG：滝澤奈美子（第4回まで）
- viz（第4回）：末継栄一、堀江隆臣、難波江祐平、大竹栄子（大竹→第4,6回）
- 美術プロデューサー：牧野沙和（第1-6,9,10回）、櫻場千尋（第7-10回）、齋藤隆史（第11回）
- 美術制作補佐（第2回のみ）：杉山知香
- デザイン：大竹潤一郎、北原龍一（2人共→第1回）、柳谷雅美（第2,3回）、松浦なつみ、松本大地（2人共→→第10回）
- 装置：赤木直樹
- 小道具：林孝一（第7-10回、第6回は装飾）、森川望美（第11回）
- 花飾（第3-6,9回）：鈴木晴美（第3-5回）、原京子（第6回）、花香恭子（第9-11回）
- 電飾：糸数青祥（第1-9回）、樋口巧（第10,11回）
- 特効：堀田秀二郎（第1-9,11回）、大野咲子（第10回）
- バルーン（第11回）：波多野典子（第11回）
- メイク：栗原真理亜（第1,2回）、畠山紗矢香（第3回）、塩山千明（第4-6回）、橋本美里（第7,9回）、川上優香（第8回）
- ステージング（第3回〜）：舟越水咲（第3,4回）
- ニコニコ生放送担当（第4回）：渡邊大介、田村和也、松本敦、杉山健
- LINE担当（第4回）：由良大樹
- Webディレクター：石野将（第2回）、鳥羽浩平（第3回）
- Web構成（第2回のみ）：大名祥子
- MDC：安部陽介、新津沙央理、大月真、大倉悠輝
- CBS：川邊裕介、海野大輔、田中明花、崎田浩介（第1回はMDC、川邊→第1回、その他→第3回まで）、清水大輔、長谷部慎（第2回）、寺本紀子（第2,3回）、鈴木竜一（第2,3,5回）、村上和弘（第2-4回）、中曽根貴良、伊藤弘樹（第3回）、服部塁（第4回）、久保沙紀子（第5回）
- ドワンゴ（第2回のみ）：沖絵未、松本敦、橋本将宏
- ICT（第6回）：高橋直樹、島田美帆、椿原麻恵、菅野智美、財津功靖（全員→第6回、高橋・椿原→第3～5回、島田→第5回はCBS）
- 協力：LINE（第4回）、片柳アリーナ（日本工学院専門学校、第5回）、4Cast.co.jp、HAROid.inc（HA→第3～5回）、niconico
- 技術協力：TAMCO（第5回）
- 画像協力（第11回）：アフロ（第11回）
- 協力ネットワーク局（第6回-）：福岡放送（福岡→第6回）、静岡第一テレビ、北日本放送、山口放送、南海放送、鹿児島読売テレビ、テレビ新潟放送網、広島テレビ放送、テレビ岩手、熊本県民テレビ、高知放送、テレビ信州（新潟・広島→第6-8回、岩手→第6,8回、南海以外→第6,7回、熊本→第6-10回、高知→第6,7,10回、南海→第7回、信州→第10回）
- 中継TD（第9回）：高橋一徳、谷岡仁（共に第9回、谷岡→第6回はディレクター、第8回は中継Co）
- 中継Co（第8,9回）：安渡信太郎（第8回、第6,7回はAD）、鳥越崇史（第8,9回）
- 編成：小島友行、鈴木淳一、佐藤俊之、池田潔美、久保真一郎
- 営業：瀬戸口正克（第1回）、夏目充博（第2回）
- 広報：明比雪（第1,2回）、斉藤由美（第4-9回）
- 宣伝（第3回）：渡邊悠紀
- ネットワーク：松島宣正（第1回）、手柴英斗、薗田恭子（2人共→第2,3回）、梶田昌史（第3,4,8,9回）、立松典子（第4回）、俣野尚郎（第5回）、国田優子、川又志津（2人共→第6回）、田中愛真（第7回）、宮本琢也（第10回）
- 事前番組ディレクター：深澤一浩（第1回のみ）
- 設営（第5回）：石原隆（シミズオクト）、加藤力（バンセイ）、土田聡士（第6回）
- 警備（第5回）：宮越辰太郎（シミズオクト）
- 運営協力：脇阪真琴（第1,2,5回）、植原佳世子（第1-3,5回）、柏木美宏（第1-3,10回）、森田佳苗（第4回まで）、鈴木涼介（第4-9,11回）、佐々木有雅（第5回）、井原美貴（第6回）、野崎遥香（第7,8回）、甲斐主現（第9回）、野手さくら（第10回）、中村叡皇（第11回）[全員→アガサス]
- デスク：川渕惠子（第1回）、山崎麻里江（第2回）、保坂淳子（第3-5回）、大竹麻夢（第11回）
- AD：名取佑樹、吉田賢人、小林哲平（第1回）、宮原環奈、岡崎岳広（宮原・岡崎→第1,2回）、坂井花織（坂井→第2,3回）、佐々木理恵（第3回）、田中麻未（第3,4回）、木村拓雄（第3-5回）、木ノ本真菜（第4回）、中山絵理、寺岡沙織（中山・寺岡→第4,5回）、齋藤恵介（第5回）、三谷萌乃（第5回まで）、吉澤豪起、竹内孝騎、石神颯太、川口翼、篠塚佑介（吉澤以降→第6回）、田中輝一、壽愛美、出原逸、西渕隆、野本開（田中以降→第7回）、廣瀬祐子、池田雅美、葺屋香乃子、西田蓮、佐竹愛、小松輝、安岡歩（廣瀬以降→第8回）
- 制作進行：大河内聡子（第1回）、熊坂朋美、入江将也（2人共→第2回）、増田沙織（第3,4回）
- AP：鯉江舞、若松七重（第1回）、伊藤道太（第3-5回）、石井伸幸（第4回まで）、伊藤美波（第4回）、斉藤陽子（第5回）、渡邊裕美、川原布友美（渡邊・川原→第6回）、川﨑寛子（第7回）、板野夏季（第8回）
- FM（第2回-）：芳川かずな（第9回）
- FA（第2回-）：百々隆了、宇都宮祐二、長久保彰宏（長久保→第3回）、濱池健太（第4回）
- FD：加藤健太（第1回）、後藤剛（第9回）
- ディレクター：園田直樹（第1回）、大道貴志（第1,2回）、宮崎浩一（第1-5回）、小笠原剛（第2-4回）、沖浦雅俊（第2-4,6-8回、第1回はAD）、山越由貴（第3回）、小松生子（第3-11回）、山﨑恵美子（第5回、第3回まではwebディレクター、第4回はニコニコ生放送担当）、比嘉智樹、森伸太郎（比嘉・森→第6回まで）、高野修、石井和章、津留正宏、森大祐、佐藤雄、米澤敏克、山泉貴弘、小松聡（小松→第4回はLINE担当）、梅木顕（高野以降→第6回）、白井基教（第7回）、富山歩、宇野慎也（共に第7回まで）、伊藤千夏（第8回、第6,7回はAD）、馬目雅寿（第10回）、久保田早紀（第10回、第7回はAD）、宮本勇佑（第10,11回、第6回はAD、第9回は中継Co）、纐纈明日香（第10,11回）、赤田未来（第10,11回）/ 宇野秀一（第9回）、加藤真由（第9回）、須藤真由子（第9回）、伊藤杏朱（第9回、第7回はAD）、柘植日向子（第9回）、原大貴（第9,10回）、桑島知大（第10回）、安立果菜（第10,11回）、猪野憲賜郎（第10,11回）、漆原千聖（第11回）、佐藤晴香（第11回）
- プロデューサー：町尻具宗（第6回まで）、大澤裕二（第1回）、上野尚偉（第2-5回）、柴田雅美（第5回まで）、山﨑雄二（第5-11回）、大朏禎久（第6-8回）、小林拓弘（第7-10回）、嶋嵜太郎（第8回、第6,7回はAP）、鈴木将大（第8,9回）、金沢浩二（第8-11回、第6回はディレクター）、藤戸星妃、本多孝成（藤戸・本多→第9回）、操谷亮、水谷まなみ（操谷・水谷→第9-11回）、相澤衆（第9,11回）、清家未来、石井玲（清家・石井→第11回、石井→第2回はAP）
- チーフプロデューサー：安岡喜郎（第1回）、遠藤正累（第2-6回、第1回はプロデューサー）、横田崇（第7回）、江成真二（第8-10回）